# 鬼火 (1997年の映画)
『鬼火』（おにび）は、1997年4月19日公開の日本映画。

## あらすじ
火の玉の異名を持つ心優しきヒットマン国広は殺人での服役から出所した後、自分が殺害した人の墓参りを経て堅気になることを決心し、工事現場の日雇い労働者（撮影現場は、当時建設中だった大阪ドーム）やヤクザの運転手などの仕事に就くが、結局はひょんなことからヒットマンをしなければいけない状況になる。

## 関連映画
- 『悲しきヒットマン』主演：三浦友和
- 『新悲しきヒットマン』主演：石橋凌

この映画は実質的に悲しきヒットマンシリーズであり、タイトル候補には『悲しきヒットマン鬼火』『Another Lonely Hitman』があった。

## キャスト
- 国広法康：原田芳雄
- 日野麻子：片岡礼子
- 谷川尚人：哀川翔
- 明神：奥田瑛二
- 坂田秀行：北村康
- 花村：水上竜士
- 藤間聰：常川博行
- 藤間廣：山本竜二
- 金城：藤田佳昭
- 吉田：川上泳
- 青木：木元としひろ
- 永島：中沢清六
- 木崎：池永将尉
- 蟹川：南方英二
- 淑美：速水典子
- 若い教官：山岡一
- 不動産屋：山之内幸夫

## スタッフ
- 監督：望月六郎
- 企画・製作者：山地浩
- プロデューサー：千葉善記、木村俊樹、南雅史
- 原案：山之内幸夫
- 脚本：森岡利行
- 撮影：今泉尚亮
- 照明：櫻井雅章
- 美術：柴田博英
- 音楽：神尾憲一
- 録音：佐藤幸哉
- 編集：島村泰司
- 助監督：中村和彦
- 制作担当：南雅史
- 方言指導：金子聖良
- 製作協力：エクセレントフィルム
- 製作・配給：ギャガ

## 受賞歴
- 第19回ヨコハマ映画祭
  - 作品賞
  - 日本映画監督賞（望月六郎）
  - 主演男優賞（原田芳雄）
  - 助演女優賞（片岡礼子）
- 第52回毎日映画コンクール
  - 男優主演賞（原田芳雄）
- 第71回キネマ旬報ベスト・テン
  - 日本映画監督賞（望月六郎）
  - 日本映画第5位
- 第7回日本映画プロフェッショナル大賞
  - 主演男優賞（原田芳雄）